# Сеголена Альбийская
Сеголена [Сиголена] (VII век) — святая диаконисса. День памяти — 24 июля.
Святая Сеголена (Sigolène, Ségolène, Sigouleine, Segouleine), родившаяся в Альби, жила в VII веке на юге современной Франции. Святая Сеголена была выдана замуж в подростковом возрасте. Овдовев в 22 года, молодая христианка посвятила свою жизнь служению бедным и молитве.
Она основала Трокларский монастырь в Лаграве (Тарн) и стала его первой настоятельницей. Святую Сеголену часто изображают держащей епископский крест в левой руке.
Имя Сеголена представляет собой латинизированная форму имени, состоящего из германских Sig (победа) и  lind (мягкая). Отмечают, что Sig близок к галльскому корню Sego (победа, сила), т.е. имя может быть переведено как мягкая сила.